# Чахирьян, Григорий Павлович
Григорий Павлович Чахирьян (17 декабря 1902, Нахичевань-на-Дону — 30 июля 1971, Ереван) — советский и армянский киновед, критик и сценарист.

## Биография
Родился 17 декабря 1902 года в Нахичевани-на-Дону в богатой семье.
В 1924 году окончил правовое отделение факультета общественных наук Донского университета. 
В 1929–1934 годах работал на студии «Арменкино». В 1930 году был организатором и первым руководителем «Арменкиножурнала», который выходил сначала один, а потом два раза в месяц. Автор сценариев научно-популярных, документальных, а также художественных фильмов «Поверженные вишапы» (1931, с Л. Калантаром) и «Лодырь» (1932, с И. Н. Перестиани). 
Окончил аспирантуру Высшего института кинематографии. Защитил диссертацию на соискание учёной степени кандидата искусствоведения.
В 1937–1940 годах работал редактором в Главном управлении кинофотопромышленности, старшим редактором Главного управления по производству художественных фильмов Комитета по делам кинематографии при Совнаркоме СССР.
В 1941–1944 годах – на Ереванской киностудии, с 1944 года – заместитель начальника Управления по делам кинематографии Армянской ССР. С 1949 года – старший научный сотрудник Института истории искусств Академии наук СССР.
С 1927 года выступал как кинокритик. Автор ряда статей и книг по вопросам киноискусства.
Умер 30 июля 1971 года в Ереване.
Брат — Сергей Павлович Чахирьян (1907–1985), советский художник-график.

## Избранные роли в кино
- 1931 — Кикос  — офицер
- 1931 — Мексиканские дипломаты  — репортёр